# 브라촐라

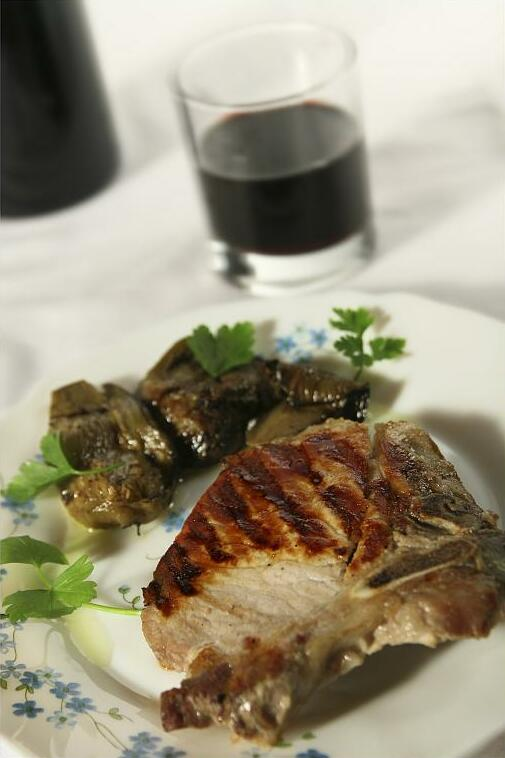
가장 흔한 형태의 브라촐라

브라촐라 (Braciola, 복수:braciole, /braˈtʃɔle/)는 프라이팬에 육류를 썰어 구워 만드는 이탈리아 요리이다. 대개 올리브유를 약간 뿌려서 육즙이 나오도록 하는데 그 종류는 매우 다양하며 뼈를 포함한 살코기를 조리하지는 않는다.
미국에서는 브라촐라를 이탈리아어인 involtini로 부른다. 인볼티니는 얇게 자른 쇠고기, 돼지고기, 닭고기 등을 치즈와 함께 둥그렇게 말아 꼬치처럼 먹는 것으로 대개는 페코리노, 파르미자노 레자노 치즈를 첨가하며 빵 부스러기나 잘게 자른 프로슈토나 햄, 버섯, 양파, 마늘, 견과류 등을 첨가하여 요리한다. 인볼티니는 작은 다발을 의미한다.

## 같이 보기
- 이탈리아 요리
- 미국 요리
- 시칠리아 요리